# Энглиш, Карел
Карел Энглиш (чеш. Karel Engliš; 17 августа 1880[…], Hrabyně[…] — 15 июня 1961 или 13 июня 1961[…], Hrabyně) — чехословацкий государственный, политический деятель и экономист. Министр финансов Чехословакии во времена Первой Республики, первый ректор Масарикова университета (1920—1921), ректор Карлова университета (1947—1948), председатель Национального банка Чехословакии и создатель телеологической экономической теории.

## Биография

### Детство, учёба и карьера
Был девятым ребёнком в семье мясника Антонина Энглиша;. Окончил чешскую гимназию в Опаве, после зачисления продолжил учиться на юридическом факультете Университета Карла-Фердинанда в Праге, который окончил в 1904 году. Одним из его учителей был профессор национальной экономики и политик Альбин Браф, который признал его исключительный талант и рекомендовал ему работать в Земельном статистическом управлении, откуда он в 1908 году перешёл на службу в Имперское министерство торговли в Вене. В 1910 году получил квалификацию доцента народного хозяйства технического университета в Брно, в 1911 году — экстраординарного, а в 1917 году — полного профессора. В 1913–1914 годах был деканом культурно-технического факультета, а в 1917–1918 годах – деканом химико-технологического факультета.

### Политическая деятельность
В 1913–1918 годах был членом Моравского земельного собрания (Моравского ландтага) от прогрессивной партии Адольфа Странского, в 1918–1925 годах был членом Национально-демократической партии, а в 1920–1925 годах был депутатом Национального собрания от этой партии, а также председателем Моравско-Силезского исполнительного комитета Национальной демократической партии. В 1915 году писал статьи для журнала Масарика «Наше время». 2
сентября 1925 года сдал свой парламентский мандат и вышел из Национальной демократической партии. Затем, в 1925 году, он участвовал в основании Национальной рабочей партии, в которую впоследствии отказался вступить.
Вместе с первым министром финансов Алоисом Рашиным, внёс значительный вклад в денежную реформу Чехословакии, но, тем не менее, был решительным противником её дефляционной политики. Занимал пост министра финансов в шести правительствах, а в период 1934–1939 годов был председателем Чехословацкого национального банка. Будучи министром финансов и председателем Чехословацкого национального банка, предпочитал работать концептуально. Умел очень хорошо оценить ситуацию и предложить правильные экономические меры. Среди прочего, он отвечал за стабилизацию валюты, повышение прозрачности государственного бюджета, построение современной налоговой системы, преодоление послевоенного экономического кризиса и смягчение последствий Великой депрессии 1930-х годов. Имел большую заслугу за слияние Англо-Чехословацкого банка с Пражским кредитным банком в 1929 году. Целью этого было создание сильного финансового учреждения, которое могло бы конкурировать с самым сильным банком Чехословакии Коммерческим банком. Однако эта цель не могла быть достигнута из-за надвигающегося экономического кризиса.

### После ухода из политики
В 1919 году он стал профессором и первым ректором только что основанного Масарикова университета в Брно, в основании которого принимал участие вместе с Франтишеком Вейрем и Алоисом Йираском. Он был профессором народного хозяйства на юридическом факультете, а в 1921–1922 и 1925–1926 годах также его деканом. Здесь он основал собственную телеологическую школу народного хозяйства, занимающуюся оценкой целесообразности поведения всех экономических субъектов. Его заслуги в научной области народного хозяйства были признаны членством в Чешской академии наук и искусств, экстраординарным членом он стал 19 марта 1927 года, постоянным членом — 9 апреля 1946 года. С момента создания в 1929 году, был членом Чехословацкого статистического общества.
В 1947–1948 годах был ректором Карлова университета. После коммунистического переворота в феврале 1948 года отказался от всех своих университетских должностей и был вынужден уйти из общественной жизни. В августе 1952 года из-за административного преследования ему пришлось уехать из Праги, однако ему удалось добиться от властей разрешения вернуться в родной город. В последние годы жизни имел ряд ограничительных мер в личной жизни, его творчество подверглось резкой критике со стороны коммунистической режима, а его произведения были запрещены и удалены из публичных библиотек. Тот также столкнулся с постоянными издевательствами со стороны коммунистического режима, которые заключались в основном в постоянных обысках дома, а также в том, что его высокие пенсионные выплаты были резко снижены в несколько раз до абсолютного минимума. Даже в этих тяжелых условиях он смог посвятить себя научной работе. В основном он посвятил себя логике, народному хозяйству, полемике двух предыдущих областей и написанию мемуаров. Большая её часть осталась только в рукописях.
Скончался 13 июня 1961 года, после многих лет лишений, имея только поддержку своей семьи и ближайших друзей.